# Guillermo Fernández Vara
Guillermo Fernández Vara (Olivença, 6 de outubro de 1958) é um político espanhol.

## Biografia
Educou-se no Colégio dos Jesuítas de Villafranca dos Barros. Nesse centro religioso estudou EGB, Ensino médio e COU, abandonando o colégio o ano 1975. É capataz do altar da Solidão de seu povoado natal, Olivença. É membro da Associação de Antigos Amigos do Centro. Tendo seu pai sido destinado à Audiência Estadual de Córdoba, o filho fez amizade com o advogado do Estado Antonio Hernández-Mancha (natural de Guareña, o povoado do poeta estremenho Luis Chamizo), sobrinho de Antonio Herández Gil, jurista e Presidente das Cortes Espanholas, que foi diretor da Academia de Jurisprudência e da Real Academia da Estremadura.
Em 1988 obteve a vaga de médico forense com destino na Estremadura. Iniciou-se na política em Córdoba nas filas da Aliança Popular e afiliou-se ao PSOE da Estremadura, quando regressou a sua terra natal e foi fichado por Juan Carlos Rodríguez Ibarra, Presidente da Junta da Estremadura e seu mentor político.
Foi Presidente da Comunidade Autónoma da Estremadura desde 29 de junho de 2007 a 2011 e de 2015 e 2023, assim como Conselheiro da Sanidade e Consumo de Estremadura entre 1999 e 2007.